# Shunichi Ikenoue
Shunichi Ikenoue (池ノ上 俊一, Ikenoue Shunichi) est un footballeur japonais né le 16 février 1967 dans la préfecture de Kagoshima au Japon.